# NGC 48
Az NGC 48 egy spirálgalaxis az Andromeda (Androméda) csillagképben.

## Felfedezése
Az NGC 48 galaxist Lewis A. Swift fedezte fel 1885. szeptember 7-én.

## Tudományos adatok
A galaxis 1776 km/s sebességgel távolodik tőlünk.